# Gaeltacht

Gaeltachtaí på Irland

En gaeltacht (i plural gaeltachtaí) är ett område där iriska är förstaspråk. Termen förekommer oftast i singular och används dels kollektivt om hela det irisktalande området, dels om enskilda geografiska områden. 
I republiken Irland finns statligt fastslagna geografiska områden där iriska är officiellt erkänt som majoritetsspråk, framförallt i den västra delen av landet. Men termen gaeltacht används också i en vidare mening om iriskspråkiga områden på andra platser, dock utan denna formella status. I Irland infördes systemet under den Irländska fristaten som en del av myndigheternas strategi för att göra iriska till Irlands officiella språk.
I en gaeltacht är iriska administrationsspråk och det viktigaste undervisningsspråket i skolorna. Skyltar har normalt endast irisk text (i landet i övrigt är de tvåspråkiga) och det har även gjorts annat för att främja språket.
På regeringsnivå har Department of Community, Rural & Gaeltacht Affairs ansvar för områdena. Departementet har bland annat tillsyn av Údarás na Gaeltachta, som kan beskrivas som varje gaeltachts gemensamma myndighet; och andra offentliga organisationer som verkar i varje gaeltacht.
Det bor omkring 85 000 människor i dessa områden i grevskapen Donegal, Mayo, Galway, Kerry och Cork. Det finns också mindre områden på andra ställen, bland annat i Waterford och Meath. Gaeltachterna kan delas in i tre grupper efter sin geografiska fördelning över landet; namngivna efter provinserna finns en nordlig, Ulsterdialekt, en västlig Connachtdialekt och en sydlig Munsterdialekt.

## Gaeltachtaíi norr
I grevskapet  Donegal (Dún na nGall), som ligger i provinsen Ulster (Cúige Uladh) men inte utgör en del av den politiska enheten Nordirland, talas språket framför allt i trakterna kring Bloody Foreland (Cnoc na Fola), där den irländska västkusten vänder sig österut och blir Irlands nordkust. Även ön Tory Island, eller Oileán Thoraí, som ligger norr om hamnen Magheraroarty (Machaire Rabhartaigh), är irisktalande. Mindre starka gaeltacht-samhällen räcker dock ända ner till Donegalbuktens norra strand. I byn Gleann Cholm Cille (på engelska Glencolumbkille) finns en sommarskola, Oideas Gael, för de som lär sig iriska. 

## Gaeltachtaíi väster
En numera försvagad gaeltacht ligger även i den norra delen av grevskapet Mayo (Maigh Eo). Starkaste fästet här är byn Carrowtaigue eller Carrowteague, på iriska Ceathrú Thaidhg. Äldre irisktalare hittar man dock även på ön Achill Island, på iriska Acaill eller Oileán Acla (Acla är genitivformen av Acaill). 
Söder om Mayo, i grevskapet Galway eller Contae na Gaillimhe ligger Irlands starkaste gaeltacht: Connemara (Conamara), väster om Galway (Gaillimh). Även merparten invånare på Aranöarna (Oileán Árann) talar iriska. I Connemara verkar många av de irisktalandes egna kulturinstitutioner, inte minst förlaget Cló Iar-Chonnachta. Förlaget ger ut både böcker och musik på iriska, numera med mycket professionellt grepp.

## Gaeltachtaíi söder
De sydligaste gaeltachtaí är vitt utspridda och svaga: Corca Dhuibhne eller Dinglehalvön i grevskapet Kerry (Ciarraí), Coolea eller Cúil Aodha samt ön Cape Clear Island eller Oileán Chléire i grevskapet Cork (Corcaigh); och det lilla samhället An Roinn eller The Ring of Waterford nära staden Dungarvan (Dún Garbháin) i grevskapet Waterford (Port Láirge). 

## Gaeltachtaíi andra områden

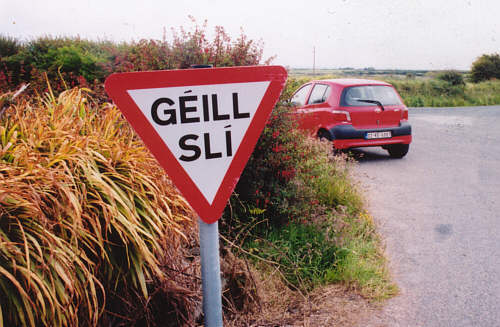
En väjningspliktsskylt i County Waterford med texten Géill slí som betyder lämna företräde (ordagrant ge eller lämna väg).

Ett specialfall är Ráth Cairn i grevskapet Meath (An Mhí). Ráth Cairn är en by som grundades 1935 med irländska regeringens hjälp på bördig östirländsk mark. Detta som ett alternativ till Amerikaemigrationen, som alltid utgjort en tung åderlåtning för den irisktalande lantbefolkningen på västkusten. Byn bosattes av människor från Connemara, mestadels från Ceantar na nOileán (engelska: Ceantar na nOilean). Connemaradialekten är förhärskande där.
Nya gaeltachtaí finns också i några av Irlands största städer Dublin, Belfast och Derry (Londonderry).
Den statliga iriskspråkiga radiokanalen i Irland heter Raidió na Gaeltachta och är speciellt inriktad på gaeltachten i sitt urval av nyheter och andra program. I Nordirland finns en iriskspråkig radiokanal, Raidió Fáilte som är baserad i Belfast. Det finns också en iriskspråkig TV-kanal, TG4, som sänder från Galway.